# Ranzanico
Ranzanico – miejscowość i gmina we Włoszech, w regionie Lombardia, w prowincji Bergamo.
Według danych na styczeń 2009 gminę zamieszkiwało 1 97 osób przy gęstości zaludnienia 184,2 os./1 km².